# Julien Absalon
Julien Absalon (Remiremont, 16 agosto 1980) è un ex mountain biker e ciclocrossista francese.
Uno dei più forti specialisti di sempre nel cross country, è stato due volte campione olimpico di specialità, ad Atene 2004 e Pechino 2008; è stato inoltre campione del mondo juniores nel 1998, Under-23 nel 2001 e nel 2002 ed Elite nel 2004, 2005, 2006, 2007 e 2014. Sempre nel cross country ha vinto sei coppe del mondo, nel 2003, 2006, 2007, 2008, 2009 e 2014, e cinque titoli europei Elite, nel 2006, 2013, 2014, 2015 e 2016.
Suo fratello minore Rémy ha gareggiato anch'egli in mountain bike, benché nelle specialità del downhill e dell'enduro.

## Carriera
Originario di Raon-aux-Bois, nel dipartimento francese dei Vosgi, Julien Absalon iniziò a praticare la mountain bike nel 1995 e dopo soli due mesi di attività terminò quarto al campionato nazionale cadetti. Il titolo mondiale juniores vinto nel 1998 a Mont-Sainte-Anne, poche settimane dopo il titolo europeo di categoria, gli aprì le porte alla carriera da ciclista. Malgrado una frattura ad un polso rimediata nel 2000, nel 2001 passò professionista nella Bianchi iniziando ad ottenere le prime vittorie, pur essendo ancora un Under-23, in gare Elite di Coppa del mondo, nel cross country (a Durango, suo primo successo in assoluto in coppa) e nella cronometro cross country (a Leysin). Nel 2001 e nel 2002, nella categoria Under-23, si laureò campione del mondo, campione europeo e campione di Francia Under-23 di cross country.
Nel 2003 vinse per la prima volta la classifica finale di coppa del mondo Elite, ripetendosi nelle edizioni del 2006, 2007, 2008 e 2009. Ai Giochi olimpici 2004 ad Atene vinse la medaglia d'oro nel cross country, con un minuto sullo spagnolo José Antonio Hermida e due sul campione olimpico del 1996 Bart Brentjens. Poche settimane dopo i Giochi greci conquistò, a Les Gets, il primo titolo mondiale Elite, ripetendo il successo anche nel 2005, 2006 e 2007. Nel 2006 conquistò anche il suo primo titolo europeo Elite. Giunto ai Giochi olimpici 2008, disputati a Pechino, dopo essersi ritirato poche settimane prima ai campionati del mondo, riuscì a conservare il titolo davanti al connazionale Jean-Christophe Péraud e al futuro rivale Nino Schurter.
Nel 2009 e nel 2011 fu rispettivamente medaglia d'argento e di bronzo mondiale di cross country, mentre nel 2012 ai Giochi olimpici di Londra si ritirò a seguito di una foratura. Nel 2013 vinse il suo secondo titolo europeo Elite, mentre nel 2014, a 34 anni di età, fece en plein, come già nel 2006: conquistò infatti il suo quinto titolo mondiale, il suo terzo titolo europeo, il dodicesimo titolo francese consecutivo e per la sesta volta la classifica finale di coppa del mondo. Nel 2015 e nel 2016 fu ancora rispettivamente argento e bronzo iridato, ma aggiunse al proprio palmarès altri due titoli europei di cross country; nel 2016 vinse inoltre per la settima volta la coppa del mondo, portando a 33 il numero di tappe vinte.
A inizio 2018 lancia una squadra col suo nome, la Absolut Absalon. Nel maggio dello stesso anno annuncia il ritiro immediato dall'attività a causa di un'allergia ai pollini acuitasi a partire dal 2016.

## Palmarès

### MTB
- 2001

5ª prova Coppa del mondo, Cross country (Durango)
6ª prova Coppa del mondo, Cross country a cronometro (Leysin)
- 2003

Trofeo Città di Brescia, Cross country
Gran Premio d'Abruzzo, Cross country
1ª prova Coupe de France, Cross country (Lons-le-Saunier)
Brianza Cup - Monticello Brianza, Cross country
3ª prova Coppa del mondo, Cross country (Mont-Sainte-Anne)
Campionati francesi, Cross country
- 2004

Brianza Cup - Monticello Brianza, Cross country
4ª prova Coppa del mondo, Cross country (Schladming)
Campionati francesi, Cross country
Giochi olimpici, Cross country
Campionati del mondo, Cross country
- 2005

Sunshinecup Nalles, Cross country
Gran Premio Provincia di Lucca, Cross country
1ª prova Coppa del mondo, Cross country (Spa-Francorchamps)
2ª prova Coppa del mondo, Cross country (Madrid)
Campionati francesi, Cross country
Campionati del mondo, Cross country
- 2006

1ª prova Liquigas Cup, Cross country (Sinnai)
2ª prova Coppa del mondo, Cross country (Madrid)
3ª prova Coppa del mondo, Cross country (Spa-Francorchamps)
4ª prova Coppa del mondo, Cross country (Fort William)
4ª prova Liquigas Cup, Cross country (Sarre)
Classifica finale Coppa del mondo, Cross country
Campionati francesi, Cross country
Campionati europei, Cross country
Campionati del mondo, Cross country
- 2007

1ª prova SwissPower Cup, Cross country (Schaan)
4ª prova SwissPower Cup, Cross country (Hasliberg)
4ª prova Mountainbike-Bundesliga, Cross country (Albstadt)
2ª prova Coppa del mondo, Cross country (Offenburg)
3ª prova Coppa del mondo, Cross country (Champéry)
4ª prova Coppa del mondo, Cross country (Mont-Sainte-Anne)
5ª prova Coppa del mondo, Cross country (Saint-Félicien)
Campionati francesi, Cross country
prova Coupe de France, Cross country (Val-d'Isère)
Campionati del mondo, Cross country
Classifica finale Coppa del mondo, Cross country
- 2008

1ª prova Coppa del mondo, Cross country (Houffalize)
2ª prova Coppa del mondo, Cross country (Offenburg)
3ª prova Coppa del mondo, Cross country (Madrid)
prova Coupe de France, Cross country (Les Orres)
Campionati francesi, Cross country
6ª prova Coppa del mondo, Cross country (Mont-Sainte-Anne)
7ª prova Coppa del mondo, Cross country (Bromont)
Classifica finale Coppa del mondo, Cross country
Giochi olimpici, Cross country
- 2009

2ª prova Coppa del mondo, Cross country (Offenburg)
3ª prova Coppa del mondo, Cross country (Houffalize)
4ª prova Coppa del mondo, Cross country (Madrid)
Campionati francesi, Cross country
5ª prova Coppa del mondo, Cross country (Mont-Sainte-Anne)
Classifica finale Coppa del mondo, Cross country
International Mountainbike Race Bern, Cross country
- 2010

Copa Catalana Internacional, Cross country
prova Coupe de France, Cross country (Saint-Raphaël)
prova Swiss Racer Bikes Cup, Cross country (Lugano-Tesserete)
prova Swiss Racer Bikes Cup, Cross country (Soletta)
Bike the Rock, Cross country
3ª prova Coppa del mondo, Cross country (Offenburg)
prova Swiss Racer Bikes Cup, Cross country (Champéry)
International Mountainbike Race Bern, Cross country
Campionati francesi, Cross country
- 2011

Copa Catalana Internacional, Cross country
prova Coupe de France, Cross country (Saint-Raphaël)
3ª prova Coppa del mondo, Cross country (Offenburg)
Olympic Test Event-Hadleigh Farm International
Campionati francesi, Cross country
prova Swiss Racer Bikes Cup, Cross country (Muttenz)
- 2012

Copa Catalana Internacional, Cross country
prova Coupe de France, Cross country (Saint-Raphaël)
2ª prova Coppa del mondo, Cross country (Houffalize)
prova Belgian Grand Prix MTB, Cross country (Stoumont)
4ª prova Coppa del mondo, Cross country (La Bresse)
Swiss Bike Trophy Bern, Cross country
prova Coupe de France, Cross country (Super Besse)
Campionati francesi, Cross country
prova Belgian Grand Prix MTB, Cross country (Boom)
- 2013

prova Coupe de France, Cross country (Saint-Raphaël)
Campionati europei, Cross country (Berna)
Campionati francesi, Cross country
5ª prova Coppa del mondo, Cross country (Mont-Sainte-Anne)
- 2014

prova BMC Racing Cup, Cross country (Lugano-Tesserete)
1ª prova Coppa del mondo, Cross country (Pietermaritzburg)
2ª prova Coppa del mondo, Cross country (Cairns)
Bike the Rock, Cross country
4ª prova Coppa del mondo, Cross country (Albstadt)
Campionati europei, Cross country (St. Wendel)
Campionati francesi, Cross country
Classifica finale Coppa del mondo, Cross country
Campionati del mondo, Cross country (Lillehammer)
- 2015

1ª prova BMC Racing Cup, Cross country (Schaan)
2ª prova Coppa del mondo, Cross country (Albstadt)
prova Coupe de France, Cross country (Lons-le-Saunier)
prova BMC Racing Cup, Cross country (Yverdon-les-Bains)
Campionati francesi, Cross country
Campionati europei, Cross country (St. Wendel)
- 2016

Gold Trophy Sabine Spitz, Cross country
Campionati europei, Cross country (St. Wendel)
3ª prova Coppa del mondo, Cross country (La Bresse)
Campionati francesi, Cross country
5ª prova Coppa del mondo, Cross country (Mont-Sainte-Anne)
6ª prova Coppa del mondo, Cross country (Vallnord)
Classifica finale Coppa del mondo, Cross country
- 2017

Ötztaler Mountainbike Festival, Cross country
- 2018

2ª prova Coupe de France, Cross country (Lourdes)

### Ciclocross
- 2003

Ciclocross di Golbey
Ciclocross régional à Remiremont

## Piazzamenti

### Competizioni mondiali
- Campionati del mondo

Åre 1999 - Cross country Under-23: 5º
Åre 1999 - Staffetta a squadre: 2º
Sierra Nevada 2000 - Cross country Under-23: 4º
Vail 2001 - Cross country Under-23: vincitore
Kaprun 2002 - Cross country Under-23: vincitore
Kaprun 2002 - Staffetta a squadre: 2º
Lugano 2003 - Cross country Elite: 12º
Les Gets 2004 - Cross country Elite: vincitore
Livigno 2005 - Cross country Elite: vincitore
Rotorua 2006 - Cross country Elite: vincitore
Fort William 2007 - Cross country Elite: vincitore
Val di Sole 2008 - Cross country Elite: ritirato
Canberra 2009 - Cross country Elite: 2º
Mont-Sainte-Anne 2010 - Cross country Elite: 5º
Champéry 2011 - Cross country Elite: 3º
Saalfelden 2012 - Cross country Elite: 4º
Pietermaritzburg 2013 - Cross country Elite: 6º
Lillehammer 2014 - Cross country Elite: vincitore
Vallnord 2015 - Cross country Elite: 2º
Nové Město na Moravě 2016 - Cross country Elite: 3º
Cairns 2017 - Cross country Elite: 7º
- Coppa del mondo

2001 - Cross country: 6º
2002 - Cross country: 9º
2003 - Cross country: vincitore
2004 - Cross country: 6º
2005 - Cross country: 3º
2006 - Cross country: vincitore
2007 - Cross country: vincitore
2008 - Cross country: vincitore
2009 - Cross country: vincitore
2010 - Cross country: 2º
2011 - Cross country: 3º
2012 - Cross country: 11º
2013 - Cross country: 3º
2014 - Cross country: vincitore
2015 - Cross country: 2º
2016 - Cross country: vincitore
2017 - Cross country: 8º
- Giochi olimpici

Atene 2004 - Cross country: vincitore
Pechino 2008 - Cross country: vincitore
Londra 2012 - Cross country: ritirato
Rio de Janeiro 2016 - Cross country: 8º
- Campionati del mondo di marathon

Montebelluna 2011 - Marathon: ritirato

## Riconoscimenti
- Vélo d'or francese della rivista Vélo Magazine nel 2004, 2005, 2006 e 2007